# NK Štinjan Pula
NK Štinjan Pula je hrvatski nogometni klub iz pulskog prigradskog naselja Štinjana.
Kao godina osnutka kluba smatra se 1933. kad je Štinjan odigrao svoju prvu utakmicu. Klub je na proslavi 50. godišnjice Istarskog nogometnog saveza nagrađen plaketom kao jedan od dvadesetak najstarijih istarskih klubova, te kao najstariji aktivni pulski klub. U klubu se, uz seniore još natječu pioniri, juniori, stariji pioniri, mlađi pioniri, prednatjecatelji i veterani. Nastupaju u crveno-bijelim dresovima, te se trenutačno natječu u 2. županijskoj nogometnoj ligi Istarske županije.

## Povijest
Klub je nastao 1933. pod imenom Fascio Giovanile di Combattimento di Stignano, ili FGC Stignano, Prva zabilježena utakmica odigrana je s Galižanom 11. lipnja te godine uz našu pobjedu od 7:0. Stoga se 1933 smatra godinom osnutka. Zabilježeno je da je tijekom 1933, 1934 i 1935 klub odigrao desetak prijateljskih utakmica, a klub se tada natječe i u pulskoj provincijalnoj "A" ligi s klubovima Grion, Guf, Olimpia, Grion alievi, Dopolavoro giovinezza i Siana.
Nakon rata momčad nastavlja igre u Fiskulturnome Društvu Štinjan, jer svi postojeći nogometni klubovi u državi moraju postati dio gradskih fiskulturnih društava (FD). Početkom pedesetih godina klub je vrlo aktivan, što igranjem domaćih mladića, što uključivanjem u klub mnogih mladića koji su u obližnjim vojarnama služili vojni rok. Štinjan u to vrijeme cvate, najjači je u Puli, a i šire. Nastupa u zonskim ligama, natječe se s najboljima iz Istre, primorsko-goranske i ličke regije.
Nogomet je jedini i naravno najpopularniji sport mladih Štinjanaca, mnogi vojnici ostaju u Štinjanu, stvaraju obitelji a njihova djeca nastavljaju nogometnu tradiciju mjesta. 1971. i 1975. godine Štinjan postaje prvak Općinske lige Pule, 1977. prvak Istarske "B" lige, 1982. finalist kupa Istre, a 1985. prvak kupa Općine Pula.
U posljednje vrijeme procvat i najveće uspjehe postiže kasnih devedesetih, kada klub osvaja prva mjesta u trećoj županijskoj ligi jug, pa u drugoj ŽNL, yatim nastupa u prvoj županijskoj ligi, ulazi u finale nogometnog kupa u Istri, a potom se u silaznoj putanji vraća do treće lige.
1975. godine započinje izgradnja klupskih prostorija, a potom i bočališta. Statutarne promjene učinjene su 1971, 1985. i 1998. godine. Klub je od osnutka tih ustanova član Saveza Sportova grada Pule (1991.) i Nogometnog saveza Županije istarske (ŽI).
Prilikom obilježavanja 50 godina istarskog nogometnog saveza za dugogodišnji rad i opstanak klub je nagrađen plaketom kao jedan od dvadesetak najstarijih klubova u Istri. 2008. godine nizom događaja članovi kluba obilježili su 75-tu godinu postojanja, primili čestitke i nagrade od grada Pule, saveza sportova, nogometnog saveza ŽI i prijateljskih klubova. U ljeto 2013. Nk Štinjan je obilježio 80-tu obljetnicu postojanja, te je tom prilikom izdana monografija u kojoj je zabilježena povijest djelovanja kluba.

## Vanjske poveznice
- Službene stranice